# Coupe du Suriname de football
La Coupe du Suriname de football (SVB Bekercompetitie en néerlandais) est une compétition de football créée en 1992.

## Palmarès

### Par édition
- 1992 : PVV
- Entre 1993 et 1995 : Non disputée
- 1996 : SV Transvaal 2 - 1 ap SV Voorwaarts
- 1997 : SV Robinhood 1 - 0 ap SV Transvaal
- 1998 : Non disputée
- 1999 : SV Robinhood
- 2000 : Non disputée
- 2001 : SV Robinhood
- 2002 : SV Transvaal 0 - 0 (tab 5-4) SV Robinhood
- 2003 : SV Leo Victor 3 - 2 SV Robinhood
- 2004 : Super Red Eagles 2 - 1 Walking Bout Company
- 2005 : FCS Nacional 3 - 1 SV Robinhood
- 2006 : SV Robinhood 1 - 1 (tab 7-6) Inter Moengotapoe
- 2006-2007 : SV Robinhood 1 - 1 (tab 4-1) Walking Bout Company
- 2008 : SV Transvaal 0 - 0 (tab - ) SV Notch
- 2009 : Walking Bout Company 6 - 6 (tab 5-3) Inter Moengotapoe
- 2010 : SV Excelsior 2 - 0 SCSV Takdier Boys
- 2011 : SV Notch 4 - 2 Walking Bout Company
- 2012 : Inter Moengotapoe 5 - 2 SV Excelsior
- 2013 : Walking Bout Company 1 - 1 (tab 4-3) SCSV Takdier Boys
- 2014 : SV Leo Victor 4 - 2 SV Notch
- 2014-2015 : SV Nishan 42 1 - 0 Inter Moengotapoe
- 2015-2016 : SV Robinhood 1 - 1 (tab 4-3) Walking Bout Company
- 2017 : Inter Moengotapoe 3 - 3 (tab 4-3) SV Papatam
- 2018 : SV Robinhood 7 - 1 West United
- 2019 : Inter Moengotapoe 1 - 1 (tab 4-2) SV Flora
- 2020 : compétition abandonnée
- 2021 : compétition non disputée
- 2022-2023 : Inter Moengotapoe 4 - 1 SV Notch

### Par club
| Club                 | Nombre de titres | Années                                   |
| -------------------- | ---------------- | ---------------------------------------- |
| SV Robinhood         | 7                | 1997, 1999, 2001, 2006, 2007, 2016, 2018 |
| Inter Moengotapoe    | 4                | 2012, 2017, 2019, 2023                   |
| SV Transvaal         | 3                | 1996, 2002, 2008                         |
| Walking Bout Company | 2                | 2009, 2013                               |
| SV Leo Victor        | 2                | 2003, 2014                               |
| PVV                  | 1                | 1992                                     |
| Super Red Eagles     | 1                | 2004                                     |
| FCS Nacional         | 1                | 2005                                     |
| SV Excelsior         | 1                | 2010                                     |
| SV Notch             | 1                | 2011                                     |
| SV Nishan 42         | 1                | 2015                                     |